# Waldo Williams
Waldo Williams (30. září 1904 – 20. května 1971) by velšský básník píšící ve velšském jazyce. Narodil se ve městě Haverfordwest na jihozápadě Walesu. Jeho otec mluvil velšsky, zatímco matka anglicky. On sám v dětství mluvil téměř výhradně anglicky. Během Korejské války odmítal z pacifistických důvodů platit daň z příjmů. V protestu pokračoval až do skončení povinné vojenské služby v roce 1963. Za své aktivity byl uvězněn. Ve své tvorbě se inspiroval například Williamem Wordsworthem a Waltem Whitmanem, ale také velšskými chvalozpěvy. V roce 1959 byl parlamentním kandidátem za pembrokeshireský volební okrsek. Zemřel roku 1971 v Haverfordwestu.